# Börse Düsseldorf

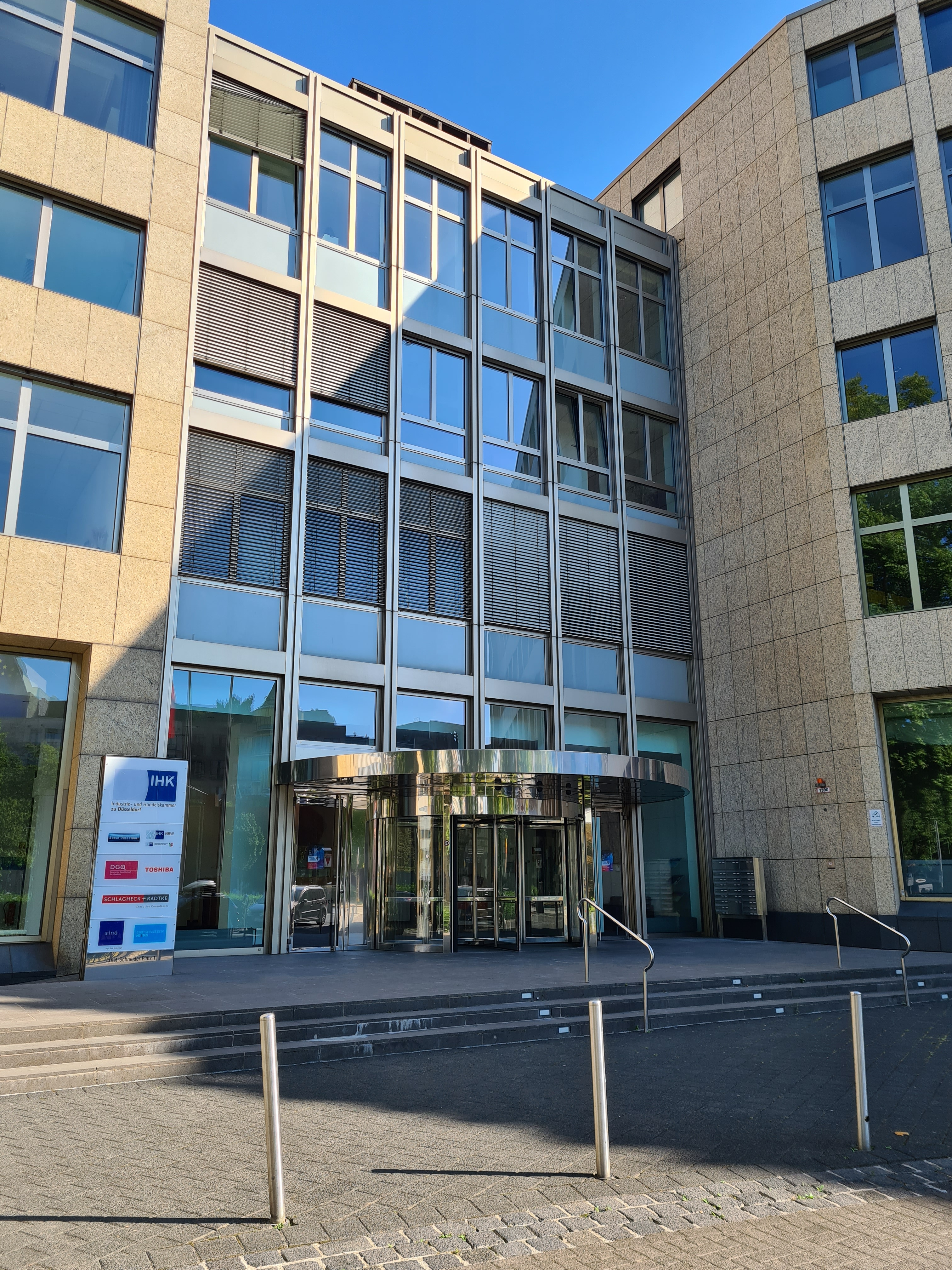
Sitz der Börse Düsseldorf am Ernst-Schneider-Platz 1

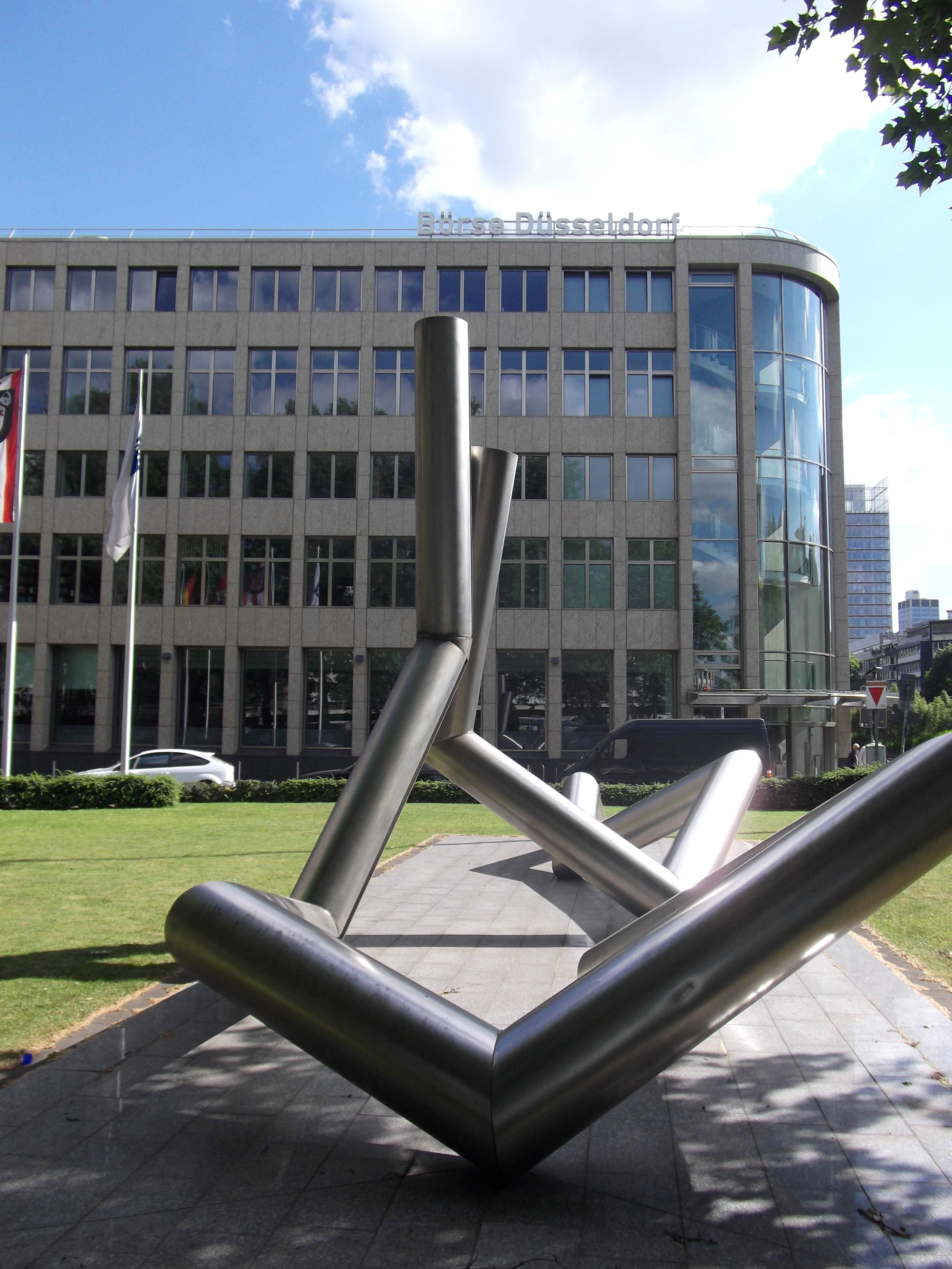
Börse Düsseldorf mit Stahl-Skulptur von Erich Hauser

Die Börse Düsseldorf AG ist eine Wertpapierbörse am Finanzplatz Düsseldorf.

## Geschichte

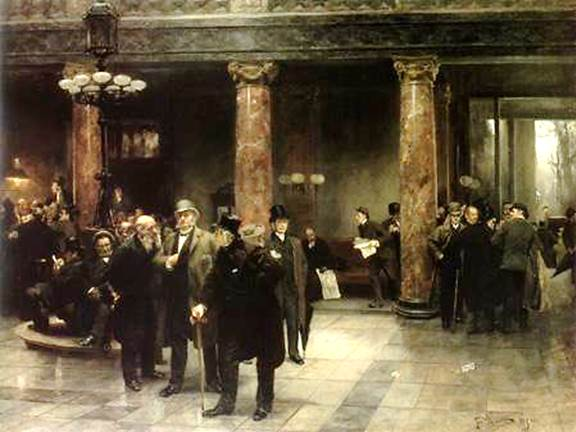
An der Börse, Gemälde von Ferdinand Brütt, in der Tonhalle, 1888

1841 wurde in Düsseldorf ein Getreidemarkt eingerichtet, aus dem sich 1853 eine Zentralhandelsbörse entwickelte. Für diese Börse wurden 1865 Richtlinien für Waren und Werte aufgestellt. Am 18. Januar 1875 fand die erste Düsseldorfer Börsenversammlung im Rittersaal der Tonhalle statt. 1884 wurde die Düsseldorfer Börse als staatlich anerkannter Handelsplatz für Wertpapiere gegründet und der Aufsicht der Königlichen Regierung zu Düsseldorf unterstellt. Im gleichen Jahr erhielt das Institut eine Börsenordnung. Das Amt des Regierungskommissars für die Düsseldorfer Börse bekleidete der Bankier Christian Gottfried Trinkaus, Sohn des Begründers des Bankhaus Trinkaus, als damaliger Vorsitzender der Börse. Mit dem Neubau der Tonhalle fand die Börsenversammlung ab 1888 nur noch im Hotel Heck (Blumenstraße 16) statt, 1890 an jedem ersten und dritten Donnerstag. Wenn einer der Donnerstage auf einen Feiertag fiel, wurde die Versammlung am folgenden Freitag durchgeführt. Allmählich verlor sie den Charakter der Produktbörse und entwickelte sich zu einer reinen Montanbörse mit Umsätzen in Kohle (bis zu 30 Kohlesorten), Erze, Stahl und Eisen. 1905 ging die Düsseldorfer Börse eine Allianz mit der Börse Essen ein. 1907 wurde die Börse in den großen Saal des Rheinhofs auf die Breite Straße, Ecke Benrather Straße, verlegt, da sich die Zahl der täglichen Besucher auf rund 300 Personen erhöht hatte.
Während des Ersten Weltkriegs wurde der Börsenhandel eingestellt. 1924 zog die Düsseldorfer Börse in das Wilhelm-Marx-Haus. Am 13. Juli 1931 schloss die Börse wegen der Deutschen Bankenkrise für sieben Wochen. Zum 1. Januar 1935 wurden durch Erlass des Reichswirtschaftsministers Hjalmar Schacht die Essener und Kölner Börse mit der Düsseldorfer Börse zur Rheinisch-Westfälischen Börse vereinigt. Düsseldorf wurde Sitz dieses Instituts. Während des Zweiten Weltkriegs stand die Rheinisch-Westfälische Börse unter dem Einfluss der Kriegsfinanzierung. Ein britischer Luftangriff am 12. Juni 1943 zerstörte die Börsenräume des Wilhelm-Marx-Hauses. Dadurch kam das Börsengeschäft zum Erliegen; am 9. Juli wurde es in den Räumen der Deutschen Bank Düsseldorf wieder aufgenommen. Kurz vor Einmarsch der US-Streitkräfte schloss die Börse am 16. April 1945. Nachdem die britische Militärregierung die Wiederaufnahme der Börsengeschäfte genehmigt hatte, wurde am 15. April 1946 im Kasino der Commerzbank Düsseldorf der Börsenhandel der Rheinisch-Westfälischen Börse wieder aufgenommen. Im Zuge der Währungsreform 1948 trat am 17. Juli 1948 eine neue Börsenordnung in Kraft. Mitte Oktober 1948 wurde ein Börsenvorstand gewählt, der unter dem Vorsitz des Bankiers Kurt Forberg (1900–1979) tagte. Im Februar 1949 siedelte die Düsseldorfer Börse in das Gebäude Königsallee 2–4 über. Dort nahm sie im Mai 1949 den amtlichen Handel wieder auf und entwickelte sich bald zur umsatzstärksten deutschen Börse. Am 17. April 1951 konnten die Börsengeschäfte in die wiederaufgebauten Räumlichkeiten des Wilhelm-Marx-Hauses verlegt werden. Neben Berlin, Hamburg und München eröffnete die Düsseldorfer Börse 1953 ihren Devisenhandel. 1973 vereinigte die Düsseldorfer Börse auf sich einen Marktanteil von 35 Prozent des börsengehandelten Effektengeschäftes. Im August 2000 zog die Börse in das Gebäude Immermannstraße 14–16 als Ausweichquartier um, während das Gebäude Ernst-Schneider-Platz einem Um- und Neubau unterzogen wurde. Am 1. Januar 2001 wurde die Trägergesellschaft der Börse Düsseldorf der Rheinisch-Westfälischen Börse zu Düsseldorf e. V. in die Börse Düsseldorf AG überführt. 2004 kehrte die Börse Düsseldorf in ein neues Börsengebäude am Ernst-Schneider-Platz zurück.
Nach dem Start der operativen Zusammenarbeit zwischen der BÖAG Börsen AG und der Börse Düsseldorf mit Wirkung zum 1. Januar 2017 wurden in den Monaten danach sämtliche formalen Anforderungen für einen Zusammenschluss vollzogen, unter anderem mit der Unterzeichnung des notariellen Kaufvertrags am 24. März 2017. Am 23. November 2017 meldete die BÖAG Börsen AG, dass die Börse Düsseldorf neben den Börsen in Hamburg und in Hannover nun die dritte Börse in ihrer Trägerschaft ist.

## Eckdaten
62 Banken und Sparkassen sowie 11 Finanzdienstleister, eine Maklerfirma und ein Market Maker sind als Marktteilnehmer tätig. An der Börse Düsseldorf können börsentäglich Aktien, Anleihen und Investmentfonds, ETFs und ETCs gehandelt werden.
Die Börse Düsseldorf arbeitet zusammen mit dem Skontroführer Renell auf Xontro und mit dem Market Maker ICF Group auf Quotrix. Nach der Kündigung des so genannten „Xetra-Vertrages“ im Jahr 2007 durch die Deutsche Börse Frankfurt, durch den der Börse Düsseldorf Umsätze der elektronischen Handelsplattform anteilig gutgeschrieben wurden, brach der Umsatz ein und verringerte sich in den Folgejahren laufend. 2015 und 2016 wurden keine Umsatzzahlen bekannt gegeben.
| Jahr | Umsatz               |
| ---- | -------------------- |
| 2007 | 330 Milliarden Euro  |
| 2008 | 60 Milliarden Euro   |
| 2009 | 64 Milliarden Euro   |
| 2010 | 60 Milliarden Euro   |
| 2011 | 50 Milliarden Euro   |
| 2012 | 42 Milliarden Euro   |
| 2013 | 35 Milliarden Euro   |
| 2014 | 28 Milliarden Euro   |
| 2017 | 14,5 Milliarden Euro |

## Leistungsangebot
Die Börse Düsseldorf hat ein bundesweites Angebot an Privatanleger. Unter dem Label Quality Trading wurde mit dem Makler ein verbindliches Leistungsprogramm definiert, das vor allem für Privatanleger viele Vorzüge beinhaltet. Die Einhaltung von Quality Trading wird von der hauseigenen Handelsüberwachungsstelle verfolgt.
Zum Leistungsspektrum für private Anleger zählen unter anderem ein spannenloser Handel mit DAX-Werten, courtagefreier Aktienhandel von DAX-30-Werten bis 10.000 Euro Gegenwert, eine Xetra-Referenzmarktgarantie und verbindliche Kauf- und Verkaufspreise mit hohen Volumen in allen Produkten.
Der Handel wird über Makler (Skontroführer) durchgeführt und durch technische Systeme (automatische Quotierung, Limitkontrollsysteme) unterstützt. Über das Xontro-Börsenhandelssystem ist die Börse jederzeit erreichbar. Parketthandel findet zwischen 8 Uhr und 20 Uhr statt.

### Quotrix
Für private Kunden ist das elektronische Handelssystem Quotrix verfügbar. Handelbar sind alle Aktien der wichtigsten Indizes sowie weitere in- und ausländische Titel, außerdem Anleihen, Fonds und ETFs. Quotrix ist ein vollüberwachtes Börsensystem, das die Börse Düsseldorf bereits seit 2001 betreibt. Wesentliche Vorteile sind unter anderem der Wegfall aller börslichen Kosten, also Courtage und Transaktionsentgelt, Börsenhandelszeiten von 8 bis 22 Uhr und die Referenzmarktgarantie. Letztere sichert Anlegern zu den Xetra-Öffnungszeiten mindestens so gute Kurse wie das elektronische System der Frankfurter Börse.

## Mittelstandsmarkt
Ende 2010 startete der „Mittelstandsmarkt“ für mittelständische Unternehmen, die über dort begebene Anleihen Eigen- oder Fremdkapital aufnehmen konnten. Im Januar 2015 wurde das Handelssegment umstrukturiert und in den Primärmarkt umbenannt. Die Börse Düsseldorf hat damit auf negative Entwicklungen bei kleinen und mittleren Anleihen im deutschen Finanzmarkt reagiert und stattdessen mit dem Primärmarkt ein Segment geschaffen, durch das Unternehmen und erfahrene Anleger zueinander geführt werden sollen.

## Primärmarkt
Der Primärmarkt ist ein Listingsegment im Freiverkehr der Börse Düsseldorf, in dem sowohl Aktien, Anleihen als auch weitere Produkte wie z. B. Genussscheine notieren. Emittenten im Primärmarkt haben sich durch das Regelwerk der Börse dazu verpflichtet, besondere Publizitätsstandards einzuhalten und den Anleger fortlaufend mit allen wichtigen Informationen rund um das Unternehmen zu versorgen.

## Aktienindex NRW-MIX
Von September 2007 bis März 2015 hat die Börse Düsseldorf den von ihr entwickelten „NRW-MIX“ berechnet. Der Index umfasste die fünfzig nach Marktkapitalisierung größten Aktiengesellschaften in Nordrhein-Westfalen, die nicht im DAX notieren. Diese Zusammensetzung sollte dafür sorgen, dass sich der Index eigenständig verhält. Gedacht war der NRW-MIX als ein Indikator für die wirtschaftliche Leistungsfähigkeit der Unternehmen des Landes.

## Besucherinformationszentrum
Die Börse Düsseldorf steht für Besucher offen und bietet kostenlose, fachkundige Präsentationen für Schulklassen, Auszubildende, Investment-Clubs, Vereine und Betriebsausflüge etc. an. Dabei werden die Themen Börsen in Deutschland, Funktionsweise einer Börse, Arbeitsmethoden/-systeme der Börsenmakler und Details zu Produktgattungen wie Aktien, Anleihen, Fonds und ETFs erklärt.
Regelmäßige Angebote umfassen zudem Seminare, Messeauftritte und der jährlich stattfindende Düsseldorfer Börsentag mit Blick hinter die Kulissen.
Mitglieder des Quality Trader Clubs (Stand Januar 2016: rund 9700 Mitglieder) erhalten über das Internet kostenlos und unverbindlich Zugang zu Echtzeitdaten der Börse. Zudem erhalten sie einen Newsletter mit Terminhinweisen der Börse und ihrer Partner wie etwa der Bundesbank oder der Deutschen Schutzvereinigung, kostenlose Seminareinladungen, vergünstigte Angebote von Partnern (z. B. bei Zeitschriften, kostenpflichtigen Veranstaltungen etc.).